# Viện Đại học Sài Gòn

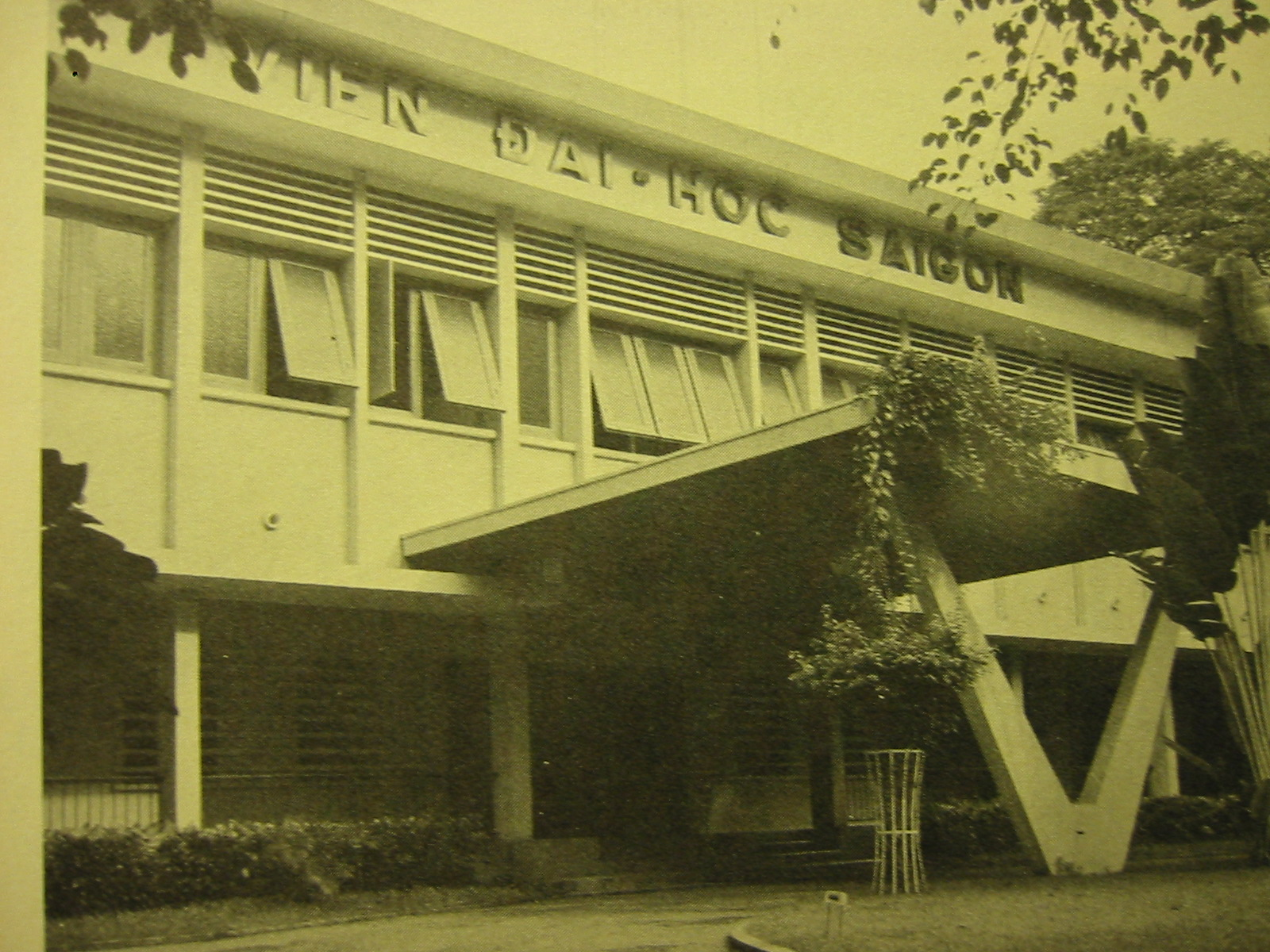
Văn phòng Viện Đại học Sài Gòn tại Công trường Quốc tế, nay là Cơ quan đại diện Bộ Giáo dục và Đào tạo tại Thành phố Hồ Chí Minh

Viện Đại học Sài Gòn là một viện đại học công lập ở Sài Gòn, được thành lập vào tháng 3 năm 1957 của chính quyền miền nam Việt Nam Cộng hoà. Đây là viện đại học được xem là có uy tín nhất ở miền Nam Việt Nam thời bấy giờ, cung cấp các giáo sư đi thỉnh giảng ở các viện đại học khác. Viện đại học này cấp bằng cử nhân, thạc sĩ, và tiến sĩ. Sau sự kiện 30 tháng 4 năm 1975, chính quyền mới giải thể Viện Đại học Sài Gòn.

## Lịch sử
Tiền thân của Viện Đại học Sài Gòn là Viện Đại học Đông Dương (tiếng Pháp: Université Indochinoise) do chính quyền thuộc địa Pháp thành lập ở Hà Nội vào năm 1906. Sau Chiến tranh Thế giới thứ hai, Viện Đại học Đông Dương được đổi tên thành Viện Đại học Hà Nội (tiếng Pháp: Université de Hà Nội), đứng đầu là một viện trưởng người Pháp.
Do yêu cầu của người dân miền Nam, Viện Đại học Hà Nội mở một chi nhánh ở Sài Gòn, đặt dưới quyền một phó viện trưởng người Việt. Sau năm 1954, chi nhánh này (cùng với một phần di chuyển từ Hà Nội vào) trở thành Viện Đại học Quốc gia Việt Nam dưới chính thể Quốc gia Việt Nam. Đối với sinh viên đại học Hà Nội, Bộ Tư lệnh Pháp dành 12 chuyến bay trong hai ngày 12 và 13 Tháng Tám đưa khoảng 1200 sinh viên miền Bắc vào Nam. Ước tính chỉ khoảng 1/3 ở lại còn 2/3 chọn di cư vào Nam.
Vào năm 1957, thời Đệ nhất Cộng hòa, Viện Đại học Quốc gia Việt Nam trở thành Viện Đại học Sài Gòn khi có thêm Viện Đại học Huế. Văn phòng Viện trưởng Viện Đại học Sài Gòn đặt ở số 3 Công trường Chiến Sĩ.
| Số liệu sinh viên theo học Viện Đại học Sài Gòn | Số liệu sinh viên theo học Viện Đại học Sài Gòn |
| Niên học                                        | Số sinh viên                                    |
| ----------------------------------------------- | ----------------------------------------------- |
| 1957-58                                         | 4.315                                           |
| 1958-59                                         | 6.288                                           |
| 1959-60                                         | 8.400                                           |
| 1960-61                                         | 11.143                                          |
| 1961-62                                         | 12.616                                          |
| 1962-63                                         | 14.761                                          |
| 1963-64                                         | 17.054                                          |
| 1964-65                                         | 19.032                                          |
| 1965-66                                         | 22.619                                          |
| 1966-67                                         | 26.557                                          |
| 1967-68                                         | 26.730                                          |
| 1968-69                                         | 30.583                                          |
| 1969-70                                         | 34.746                                          |
| 1973                                            | 64.000                                          |

Viện Đại học Sài Gòn lúc bấy giờ có tám phân khoa:
1. Văn khoa
2. Luật khoa
3. Y khoa
4. Dược khoa
5. Nha khoa
6. Khoa học
7. Sư phạm
8. Cao đẳng kiến trúc.

Mỗi phân khoa (faculté) là một trường đại học, còn gọi là đại học đường, chẳng hạn Trường đại học Luật khoa có tên chính thức là Luật khoa Đại học đường.
Viện đại học này có hai ký túc xá: Đại học xá Minh Mạng (tại Ngã sáu Chợ Lớn) cho nam sinh viên và Đại học xá Trần Quý Cáp (Quận 1) cho nữ sinh viên.
Về mặt tổ chức, Viện Đại học Sài Gòn duy trì đường lối phi chính trị của các đại học Tây phương. Các khoa trưởng của các trường phân khoa không do Bộ Quốc gia Giáo dục bổ nhiệm mà do các giáo sư của Hội đồng Khoa bầu lên.
Vào thời điểm năm 1961, Trường Đại học Khoa học có 2.135 sinh viên theo học; Trường Đại học Y khoa có 1.490 sinh viên. Các phân khoa kia là Luật khoa, Văn khoa, Dược khoa, Sư phạm, và Kiến trúc. Tính tất cả các phân khoa thì Viện Đại học Sài Gòn niên khóa 1963 có 14.854 sinh viên ghi danh, và đến năm 1973 thì đạt 64.000.
Vào năm 1975 khi chính thể Việt Nam Cộng hòa chấm dứt thì chính quyền mới chủ trương phân tán các trường đại học (phân khoa đại học) theo khuôn mẫu giáo dục Liên Xô và giải tán Viện Đại học Sài Gòn.

## Các trường thành viên
Tính đến năm 1975, Viện Đại học Sài Gòn có các trường đại học (hay còn gọi là phân khoa đại học):
| Viện Đại học Sài Gòn                                 | Viện Đại học Sài Gòn | Viện Đại học Sài Gòn                                              |
| Phân khoa                                            | Địa điểm | Số liệu sinh viên niên học 1969                                   |
| ---------------------------------------------------- | --- | ----------------------------------------------------------------- |
| Trường Đại học Kiến trúc                             | trước ở 61 đường Phan Đình Phùng, sau đổi về 196 đường Pasteur, Quận 3 | 689 (1969)                                                        |
| Trường Đại học Khoa học                              | 227 đường Cộng Hòa, Quận 5 | 7.721 (1969)                                                      |
| Trường Đại học Luật                                  | 17 đường Duy Tân, Quận 1 | 13.711 (1969); 58.000 (1974)                                      |
| Trường Đại học Sư phạm                               | 280 đường Thành Thái, Quận 5 ; kiêm thêm Trường Trung học kiểu mẫu Thủ Đức (1965) | 2.038 (1969)                                                      |
| Trường Đại học Văn khoa                              | thập niên 1960 ở đường Nguyễn Trung Trực, sau chuyển về 10 đường Cường Để, Quận 1 | 16.372 (1969); 30.000 (1974)                                      |
| Trường Đại học Y khoa                                | Trụ sở chính: 28 đường Trần Quý Cáp, Quận 3 và cơ sở phụ ở đường Trần Hoàng Quân, Quận 5. Đến năm 1966 đổi về địa điểm 217 trên Đại lộ Hồng Bàng                                     | 1.400 (1970); đào tạo hơn 2300 bác sĩ y khoa từ năm 1947 đến 1975 |
| Trường Đại học Dược khoa (tách khỏi Y khoa năm 1961) | 28 đường Trần Quý Cáp, Quận 3 (lúc này vẫn là một khoa trong Đại học Y Khoa), sau chuyển về 169 đường Công Lý, góc với đường Hiền Vương rồi năm 1964 thì chuyển về 41 đường Cường Để | 2.112 (196                                                        |
| Trường Đại học Nha khoa (lập năm 1963)               | 652 đường Nguyễn Trãi, Quận 5 | 266 (1969)                                                        |

- Trường Đại học Kỹ thuật: trước thuộc Viện Đại học Sài Gòn sau nhập vào Viện Đại học Bách khoa Thủ Đức.[6]
- Trường Đại học giáo dục sáp nhập Đại học Văn khoa

## Các nhân vật liên quan

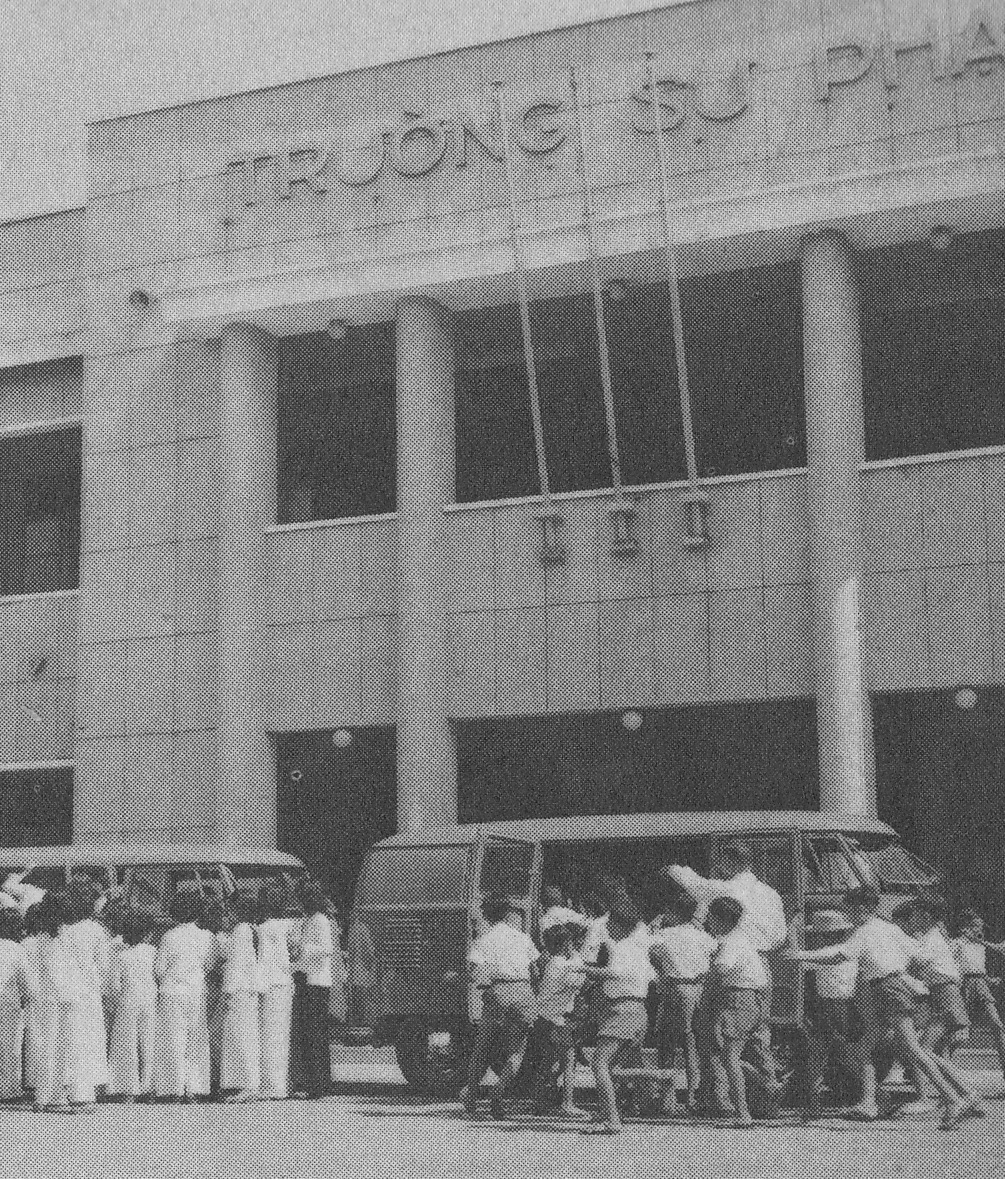
Trường Sư phạm thuộc Viện Đại học Sài Gòn, hình chụp năm 1961

- Cao Văn Chiểu: linh mục, viện trưởng
- Trần Quang Đệ: bác sĩ, viện trưởng (-1968)
- Trần Anh: Bác sĩ, viện trưởng (1968-1969), bị ám sát tháng 3 năm 1969
- Nguyễn Ngọc Huy: viện trưởng (1974-1975)
- Lê Xuân Khoa: phó viện trưởng kiêm giáo sư Trường Đại học Văn khoa; sau 1975 làm giáo sư tại Đại học Johns Hopkins, Hoa Kỳ.[21]
- Vũ Văn Mẫu: trưởng khoa, Trường Đại học Luật; ngoại trưởng (1955-1963) của Việt Nam Cộng hòa.
- Trần Văn Tấn: viện trưởng kiêm giáo sư Trường Đại học Sư phạm
- Lê Văn Thới: viện trưởng (1963-)
- Nguyễn Quang Trình: viện trưởng (-1963)
- Đàm Trung Pháp: tốt nghiệp tiến sĩ từ Viện Đại học Sài Gòn, từ 1965-1975 dạy Anh ngữ và Ngôn ngữ học ở Viện Đại học Sài Gòn, từ 1968-1975 là giám đốc Viện Ngôn ngữ của Viện Đại học Sài Gòn; hiện là giáo sư ở Texas Women's University.[22]